# 타이득
타이득(베트남어: Thái Đức / 泰德 태덕 / 1778년 ~ 1793년)은 베트남 떠이선 왕조(西山朝) 태덕제(泰德帝) 응우옌냑(阮岳)의 연호이다.
타이득 16년(1793년), 응우옌냑 사후에 완왕(阮王) 응우옌 푹 아인(阮福映)의 귀인성(歸仁城, 지금의 꾸이년) 공격을 명분으로 푸쑤언 정권에서 지원병을 보냈다. 그러나, 푸쑤언 정권의 지원병이 방어에 성공하자마자 주인없는 귀인성을 강제 점령하였으며, 그 이후에 꾸이년 정권을 병합하여 통일 정권을 수립하게 된다. 이후, 응우옌냑 일족이 응우옌푹아인 정권과 내통하여 반란을 일으키는 소조의 변(小朝之變)을 일으키게 된다.

## 개원 기록
- 《대월사기전서》(大越史記全書) 속편(續編) 권5 - 민제(愍帝) 본기 : 「(昭統元年) 夏，四月，西山阮文岳僭稱皇帝，居歸仁城。岳於戊戌年(景興三十九年)，僭稱天子，改元泰德，至是稱帝。」

- 《대남정편열전초집》(大南正編列傳初集) 권30 - 위서열전(僞西列傳) : 「戊戌(景興三十九年)，岳自立爲帝，僞號泰德元年，名闍盤城曰皇帝城，以呂爲節制，惠爲龍驤將軍。」

## 연대 대조표
| 타이득 | 서기 (西紀) | 간지 (干支) | 후 레 왕조 연호     | 청나라 연호     |                           |
| 원년   | 1778년      | 무술 (戊戌) | 까인흥(景興) 39년   | 건륭(乾隆) 43년 |                           |
| 2년    | 1779년      | 기해 (己亥) | 까인흥 40년         | 건륭 44년       |                           |
| 3년    | 1780년      | 경자 (庚子) | 까인흥 41년         | 건륭 45년       |                           |
| 4년    | 1781년      | 신축 (辛丑) | 까인흥 42년         | 건륭 46년       |                           |
| 5년    | 1782년      | 임인 (壬寅) | 까인흥 43년         | 건륭 47년       |                           |
| 6년    | 1783년      | 계묘 (癸卯) | 까인흥 44년         | 건륭 48년       |                           |
| 7년    | 1784년      | 갑진 (甲辰) | 까인흥 45년         | 건륭 49년       |                           |
| 8년    | 1785년      | 을사 (乙巳) | 까인흥 46년         | 건륭 50년       |                           |
| 9년    | 1786년      | 병오 (丙午) | 까인흥 47년         | 건륭 51년       |                           |
| 10년   | 1787년      | 정미 (丁未) | 찌에우통(昭統) 원년 | 건륭 52년       |                           |
| 타이득 | 서기 (西紀) | 간지 (干支) | 후 레 왕조 연호     | 청나라 연호     | 떠이선 왕조 연호 (푸쑤언) |
| 11년   | 1788년      | 무신 (戊申) | 찌에우통(昭統) 2년  | 건륭(乾隆) 53년 | 꽝쭝(光中) 원년           |
| 12년   | 1789년      | 기유 (己酉) | 찌에우통 3년        | 건륭 54년       | 꽝쭝 2년                  |
| 13년   | 1790년      | 경술 (庚戌) | …                   | 건륭 55년       | 꽝쭝 3년                  |
| 14년   | 1791년      | 신해 (辛亥) | …                   | 건륭 56년       | 꽝쭝 4년                  |
| 15년   | 1792년      | 임자 (壬子) | …                   | 건륭 57년       | 꽝쭝 5년                  |
| 16년   | 1793년      | 계축 (癸丑) | …                   | 건륭 58년       | 까인틴(景盛) 원년         |

## 동시대 연호

### 베트남
후 레 왕조(後黎朝)
- 까인흥(景興) (1740년 ~ 1786년)
- 찌에우통(昭統) (1787년 ~ 1789년)

떠이선 왕조(푸쑤언 정권)
- 꽝중(光中) (1788년 ~ 1792년)
- 까인틴(景盛) (1793년 ~ 1801년)

### 중국
청(淸)
- 건륭(乾隆) (1736년 ~ 1795년)

기타
- 임상문(林爽文) 순천(順天) (1787년 ~ 1788년)

### 일본
- 안에이(安永) (1772년 ~ 1781년)
- 덴메이(天明) (1781년 ~ 1789년)
- 간세이(寬政) (1789년 ~ 1801년)

### 란방공화국
- 난방(蘭芳) (1777년 ~ 1884년)

## 같이 보기
- 베트남의 연호